# پیتر اوئدا
پیتر اوئدا (به انگلیسی: Peter Ueda) ، پزشکان و دانشمند در زمینه پزشکی شاغل در سوئد و ژاپن اوست او مدرک دکترای پزشکی دارد.。

اوئدا دانشیارمؤسسه کارولینسکا (سوئد)، محقق مدعو در دانشکده پزشکی دانشگاه توکیو است.
متخصص در اپیدمیولوژی بالینی، فارماکوپیدمیولوژی و بهداشت عمومی است.
تحقیقات او که وضعیت واقعی رابطه جنسی دگرجنس‌گرایان را در ژاپن روشن کرد، توجه بسیاری را به خود جلب کرد و در رسانه‌های کشورهای مختلف پوشش داده شد.